# Andrés Manuel López Obrador
Andrés Manuel López Obrador, (znan tudi po začetnicah AMLO), mehiški politik; * 13. november 1953, Tepetitán, Mehika.
Od 1. decembra 2018 je na funkciji 65. predsednika Mehike.
López Obrador, rojen v Tepetitánu v občini Macuspana v jugovzhodni zvezni državi Tabasco, je leta 1986 po premoru med študijem in politično udeležbo diplomiral na Nacionalni avtonomni univerzi v Mehiki. Diplomiral je iz politologije. Svojo politično kariero je začel leta 1976 kot član Institucionalno revolucionarne stranke (PRI) v Tabascu. Njegov prvi javni položaj je bil leta 1977 kot direktor avtohtonega inštituta Tabasco, kjer je promoviral izdajo knjig v avtohtonih jezikih in projekt grebena Chontal. Leta 1989 se je pridružil Stranki demokratične revolucije (PRD) in bil leta 1994 kandidat te stranke za guvernerja Tabasca. Med letoma 1996 in 1999 je bil nacionalni vodja PRD. Leta 2000 je bil izvoljen za vodjo vlade mesta Ciudad de Mexico. Leta 2012 je zapustil PRD, leta 2014 pa je ustanovil Nacionalno regeneracijsko gibanje (MORENA), ki ga je vodil do leta 2017.
Pogosto je opisan kot levosredinski progresivni populist in gospodarski nacionalist. López Obrador je nacionalni politik že več kot tri desetletja. Kritiki trdijo, da se je njegova administracija spotaknila v svojem odzivu na pandemijo COVID-19 v Mehiki in poskušala spopasti s karteli drog in drugim kriminalom ter da je gospodarstvo že pred pandemijo spodletelo.